# 八島諒
八島 諒（やしま りょう、1995年7月7日 - ）は日本の俳優。The Sky's The Limitのメンバー。2021年4月1日より青年座映画放送株式会社に預かり所属している。

## 人物・略歴
- 東京都出身。身長167cm。血液型A型。特技は歌うこと・サッカー、趣味は映画鑑賞[1]。
- 原宿でのスカウトをきっかけに事務所に所属、2014年10月に『JULIET ジュリエット』で舞台デビュー。
- 同じ事務所に所属していた松和樹・渡部大了と3人でアイドルユニット『W（ダブリュー）』で活動していた（2015年12月27日をもって解散）。
- 2016年3月より舞台『弱虫ペダル』に総北高校・青八木一役で出演、2020年2月の同シリーズの新インターハイ篇FINALまで同役を勤め上げる。舞台出演をきっかけに、2016年～2017年放映のドラマ『弱虫ペダル』『弱虫ペダル Season2』にも青八木一役で出演。
- 2020年3月6日をもって AtoMエンターテインメント株式会社 との専属マネジメント契約が満了[2]。
- 2020年3月25日、『The Sky's The Limit』（2019年出演の舞台『SORAは青い』内のユニット）としてヤマハミュージックコミュニケーションズよりメジャーデビュー[3]。
- 2021年4月1日より青年座映画放送に預かり所属となる。[4]
- 俳優・鯨井康介が監督を務める『クジライジャパン』のエース、背番号は7。

## 出演

### 舞台
（映像化しているものは※）

#### ～2015年
- Air studioプロデュース公演『JULIET ジュリエット』（2014年10月、AQUA studio）- 黒江大介 役[5]
- 『人狼〜人狼学園〜vol.2』（2015年3月）- 八島諒 役
- 『LOVE&CHICK〜マゼルナ×キケン〜』（2015年4月）- 河野 役[6]

#### 2016年
- 舞台『弱虫ペダル』 〜総北新世代、始動〜（2016年3月、TOKYO DOME CITY HALL 他）- 青八木一 役[7]　※
- 『大正浪漫探偵譚 〜君影草の設計書〜』（2016年7月、東京芸術劇場 シアターウエスト）- 山田寅次郎 役[8]　※
- 『黒蝶のサイケデリカ THE STAGE』（2016年8月、紀伊國屋ホール） - 鴉翅 役[9] ※
- 舞台『弱虫ペダル』 〜箱根学園新世代、始動〜（2016年9月 - 10月、TOKYO DOME CITY HALL、オリックス劇場）- 青八木一 役[10]　※

#### 2017年
- 舞台『弱虫ペダル』 新インターハイ篇〜スタートライン〜（2017年2月 - 3月、オリックス劇場、TOKYO DOME CITY HALL）- 青八木一 役[11]　※
- 舞台『乱歩奇譚 Game of Laplace』（2017年4月、シアターサンモール）- ハシバ 役[12]　※
- 舞台『アイ★チュウ ザ・ステージ』（2017年8月 - 9月、サンケイホールブリーゼ、サンシャイン劇場）- 鳶倉アキヲ 役[13]　※
- 舞台『弱虫ペダル』新インターハイ篇～ヒートアップ～（2017年10月、天王洲 銀河劇場、メルパルクホール大阪）- 青八木一 役[14]　※
- 100点un・チョイス！第4回本公演 舞台『8』（2017年12月、中野 ザ・ポケット）- 佐藤航生 役[15] ※

#### 2018年
- 舞台『弱虫ペダル』新インターハイ篇～箱根学園王者復格（ザ・キングダム）～（2018年3月、東京芸術劇場、神戸オリエンタル劇場）- 青八木一 役[16]　※
- 演劇集団Z-Lion『まっ透明なAsoべんきょ～』（2018年5月 - 6月、俳優座劇場、ABCホール、熱田文化小劇場）- おいなりさん 役[17]　※
- イヌフェス×シザーブリッツ・秋の宇宙祭り『スペーストラベロイド』（2018年10月、上野ストアハウス）- 八木沼 役[18]　※
- 『朱を喰らうモノの月』（2018年10月 - 11月4日、新宿村LIVE）- 主演 アラン 役[19]　※
- 劇団SUTTHINEE 旗揚げ公演『サンドイッチの作り方』（2018年12月、バルスタジオ）- 後藤圭介 役[20] ※

#### 2019年
- 舞台『SORAは青い』（2019年2月、銀座博品館劇場）- The Sky's The Limit タケル 役[21]　※
- 春の修学旅行『妖怪！百鬼夜高等学校～一条通と付喪神～』（2019年2月 - 3月、新宿FACE、京都劇場）- 東京公演日替わりゲスト 小豆洗い 役[22]　※
- 舞台『となりのホールスター』（2019年3月、サンモールスタジオ）- 猿渡 役[23]　※
- 舞台『みんなのうた』（2019年4月、中野MOMO）- 主演・大井川一郎 役[24]　※
- 舞台『弱虫ペダル』新インターハイ篇～制・限・解・除（リミットブレイカー）～（2019年5月、シアター1010、浪切ホール） - 青八木一 役[25] ※
- 舞台『Three Rage』（2019年8月、CBGKシブゲキ!!）- 堀真之助 役[26]
- 舞台『OZMAFIA!! sink into oblivion』（2019年10月、こくみん共済 coop ホール／スペース・ゼロ）- スカーレット 役[27]　※
- 100点un・チョイス！ 第10回本公演 舞台『team』（2019年11月 - 12月、シアターサンモール）- 松寺未来 役[28]　※

#### 2020年
- Studio Life公演『はみだしっ子』～White Labyrinths～（2020年1月、シアターサンモール）- マックス 役[29] ※
- 舞台『弱虫ペダル』新インターハイ篇FINAL～POWER OF BIKE～（2020年2月、天王洲 銀河劇場、メルパルクホール大阪） - 青八木一 役[30] ※
- 舞台『This is 大奥』（2020年4月、COOL JAPAN PARK OSAKA TTホール、ヒューリックホール東京） - クラノジョウ 役[31]　〈公演延期〉
- 舞台『しょうぐん天晴ェド！～喝采～』（2020年5月、ニューピアホール） - 十四代 家茂 役[32]　〈公演中止〉
- 舞台『贈られた命-此処に産まれた意味-』（2020年9月、日暮里d-倉庫）- 車掌 役[33]
- シアターブラッツ提携公演『RANPO　chronicle 怪人二十面相』（2020年10月、シアターブラッツ）※
- 爆走おとな小学生 第十四回全校集会『初等教育ロイヤル』（2020年12月、 COOL JAPAN PARK OSAKA TTホール ）-   【白組】3年生 加藤くん 役 ※

#### 2021年
- 朗読劇「私の道しるべ」（2021年2月、サンモールスタジオ）- 案内人 役[34]
- 舞台『Wizards Storia-Initium-』（2021年12月、六行会ホール）- フリック 役[35]
- クラゲフェスティバルプロデュース作品『ロボ・ロボ』（2021年10月、劇場HOPE）[36]
- 朗読劇『M・A・D朗毒』（2021年11月、横浜赤レンガ倉庫1号館 3Fホール）[37]

#### 2022年
- 劇団シアターザロケッツ第13回舞台公演「恋はカットがかかるまで」（2022年3月16日 - 21日、シアター・アルファ東京） - 主演・高原有為 役[38][39]

#### 2024年
- リア王2024（2024年8月29日 - 9月2日、三越劇場）[40]

### ドラマ
（映像化しているものは※）
- ドラマ『弱虫ペダル』（2016年8月 - 10月、BSスカパー!） - 青八木一 役[41] ※
- ドラマ『弱虫ペダル Season2』 （2017年8月 - 12月、BSスカパー！）- 青八木一 役[42] ※
- 妖怪！百鬼夜高等学校（2018年10月18日 - 12月28日、BS日テレ） - 小豆洗い 役[43] ※

### テレビ
（映像化しているものは※）
- 行列のできる法律相談所（2015年10月18日・2017年5月21日、日本テレビ）- 再現ドラマ
- 『演劇人は、夜な夜な、下北の街で呑み明かす…』 番外編 ドラマ『弱虫ペダル』スペシャル（2016年12月14日、BSスカパー!）[44][45] ※
- ドラマ『弱虫ペダル』 1泊2日ホンネ旅 〜総北＆ハコガク 旅に出たらこうなったスペシャル〜（2017年3月29日、BSスカパー!）[46][47] ※
- Actors Navi（2017年6月14日、TOKYO MX）- 第5回放送ゲスト[48] ※

### LIVE・イベント
（映像化しているものは※、配信のみのものを除く）
- 鯨井康介 生誕祭〜クジライジャパン緊急召集〜 (2017年9月30日、羽田TIAT SKY HALL)
- Live!!アイ★チュウ the Stage（2017年11月25日、ZeppTOKYO）- 鳶倉アキヲ 役 ※
- 鯨井康介 のおしゃべりJAPAN～年忘れ！クジライジャパン始まるよ！！～（2017年12月28日、新宿ロフトプラスワン）
- クジライジャパン 監督生誕記念試合 サーティワンだよ鯨井さん～カップよりコーンで～（2018年8月5日、羽田TIAT SKY HALL）- 第1部ゲスト
- 2018年鯨井JAPAN総決算！～グ！～ - 第2部 秩父ＤＶＤ発売記念イベント～ちちんぶいぶい八島とグイグイ～（2018年11月25日、羽田TIAT SKY HALL）
- 鯨井康介監督生誕記念試合～32歳で芸能生活15周年だけど令和の世ではまだまだ1年生スペシャル～（2019年7月28日、羽田TIAT SKY HALL）- 第3部ゲスト
- ヨースケコースケ “Reiwa” weekend summer tour 2019 ~New era has come！~（2019年7月27日、渋谷スターラウンジ）- The Sky's The Limitとしてゲスト出演[49]
- 第８回『花の◯年組』（2020年11月15日、星陵会館）

### インターネット・その他
- Sweet Memories～ペット納骨便～ プロモーションビデオ（2019年）
- 【イケメンミニ朗読】八島諒 走れメロス（2019年）- #1・#2
- アクターズコミック

『壁サー同人作家の猫屋敷くんは承認欲求をこじらせている』 （2020年）- 猫屋敷 役
『普通の恋愛』 （2020年）- 文原 役

## ディスコグラフィ

### CD
The Sky's The Limitとして
- 青く遠く（2020年3月25日）- 【TYPE-1】【TYPE-2】【TYPE-3】の3形態リリース[50]

### DVD
（舞台・映像作品は「出演」欄参照）
- ActorsNavi Vol.2（2017年12月29日）[51] - 第5回ゲスト出演時の放送・バックステージ収録
- 監督と八島 in 秩父 ～ふたり～（2018年11月25日） - 鯨井康介との2人旅の様子を映像収録

### 写真集
- フォトブック『Wizards Witchery』vol.3（2020年8月発売予定）[52]